# Dyschezie
Dyschezie of spastisch bekkenbodemsyndroom is een aandoening van het maag-darmstelsel die erdoor wordt veroorzaakt dat iemand zijn of haar sluitspier en bekkenbodemspieren onvoldoende kan beheersen. Dat heeft constipatie tot gevolg. Deze spieren moeten bij defecatie worden ontspannen, maar bij iemand die zijn spieren onvoldoende kan ontspannen leidt dat tot hevig persen zonder dat de ontlasting daarbij vrijkomt.